# Série (cricket)
Pour les articles homonymes, voir série et over.

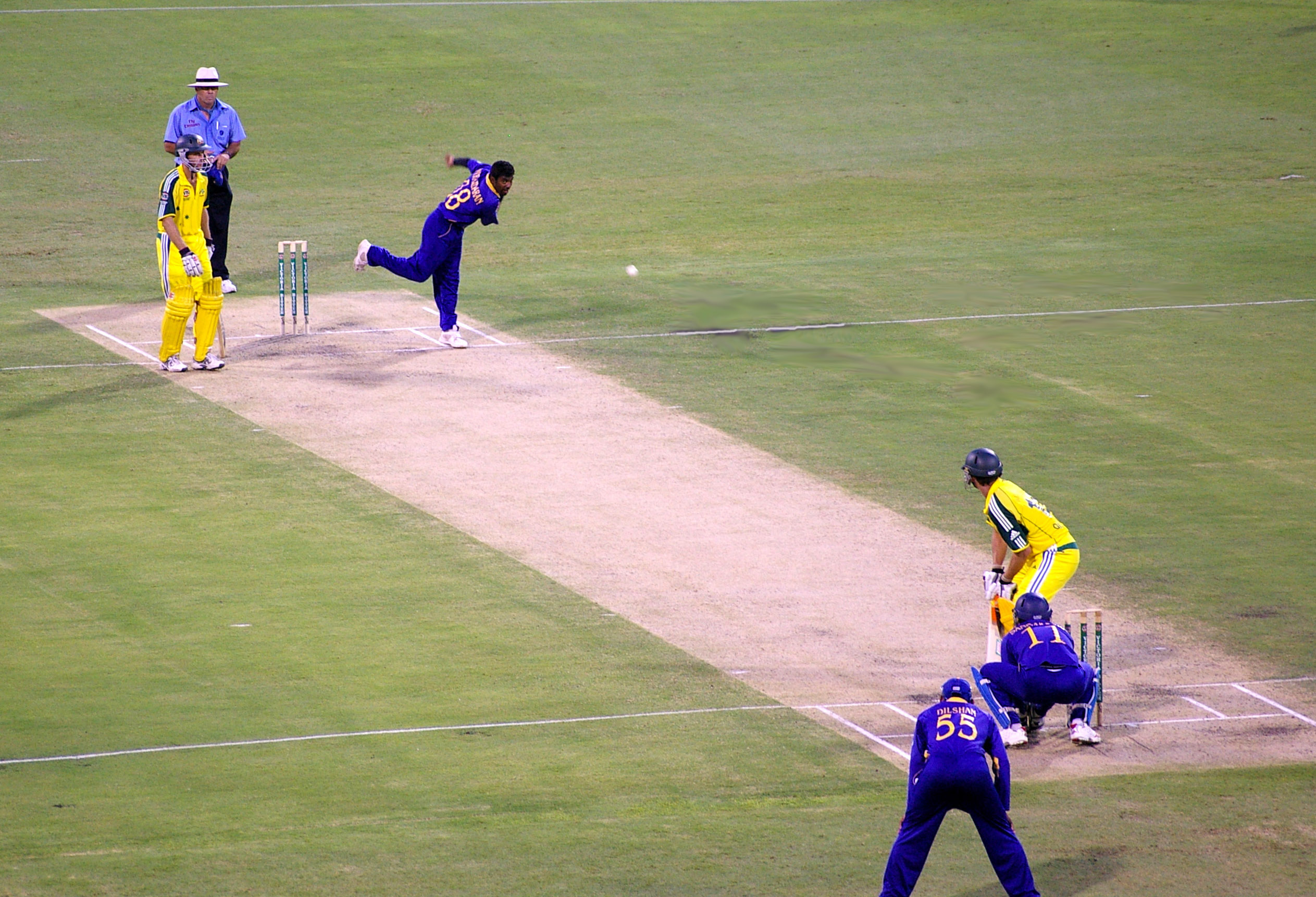
Joueur de cricket effectuant un lancer, depuis l'une des extrémités de la piste. La série suivante devra être lancée par un autre joueur et depuis le côté opposé.

La série, en anglais over, est, au cricket, un ensemble de lancers consécutifs effectués par un même joueur. Une série s'achève au sixième lancer valide. Tous les jets en sont effectués depuis la même extrémité de la piste. Dans une même manche, deux séries consécutives ne peuvent être effectuées ni depuis le même côté de la piste, ni par le même joueur. Certaines variantes imposent une limite au nombre de séries qu'un lanceur peut faire dans une manche. La vingt-deuxième « loi » du cricket concerne cet aspect du jeu.

## Définition et réglements
L’over est une série de lancers valides, en nombre fixé, et, sauf blessure, effectués par un même lanceur. Tous les lancers d'un même over sont effectués d'un même côté du pitch, et l'over suivant est effectué de l'autre côté. Les lancers non valides (no ball et wide) ne sont pas comptabilisés dans le nombre de lancers d'un over, et le joueur doit lancer une balle supplémentaire pour chaque balle non réglementaire. Un lanceur ne peut lancer deux overs consécutifs.
Lors d'un match limité en nombre d'overs, un même lanceur ne peut généralement effectuer au maximum qu'un cinquième des overs alloués à son équipe. Dans un match limité en temps, par exemple en first-class cricket ou en Test cricket, l'équipe au lancer doit effectuer un nombre minimal d’overs par jour de jeu.

## Historique
Les premières règles écrites du cricket, compilées en 1744, stipulent qu'un over consiste en quatre lancers réglementaires.
Depuis, ce nombre a régulièrement varié entre quatre et huit selon les périodes et les pays. Au niveau international, ce maximum a été atteint en Australie, en Nouvelle-Zélande, au Pakistan et en Afrique du Sud au cours de certaines saisons entre 1938 et 1978. Depuis 1979, la règle est d'effectuer six lancers réglementaires par over.

## Records et performances
La performance de marquer six sixes  sur les six lancers d'un adversaire a été réussie quatre fois à haut-niveau. Le Barbadien Garfield Sobers l'a réalisé en first-class cricket en 1968 avec le Nottinghamshire contre le Glamorgan face à Malcolm Nash. Un ouvrage écrit par Grahame Lloyd et publié en 2008, Six of the Best: Cricket's Most Famous Over, est entièrement consacré à cet événement. En 1985, l'Indien Ravi Shastri réalise la même performance en first-class cricket pour Bombay contre Baroda. Le Sud-Africain Hershelle Gibbs la réussit lors de la Coupe du monde 2007 face aux Pays-Bas, et l'Indien Yuvraj Singh lors du premier championnat du monde de Twenty20, la même année.
En Test cricket, Brian Lara a marqué 28 runs en un over face au lanceur sud-africain Robin Peterson en 2003.